# Madame Royale

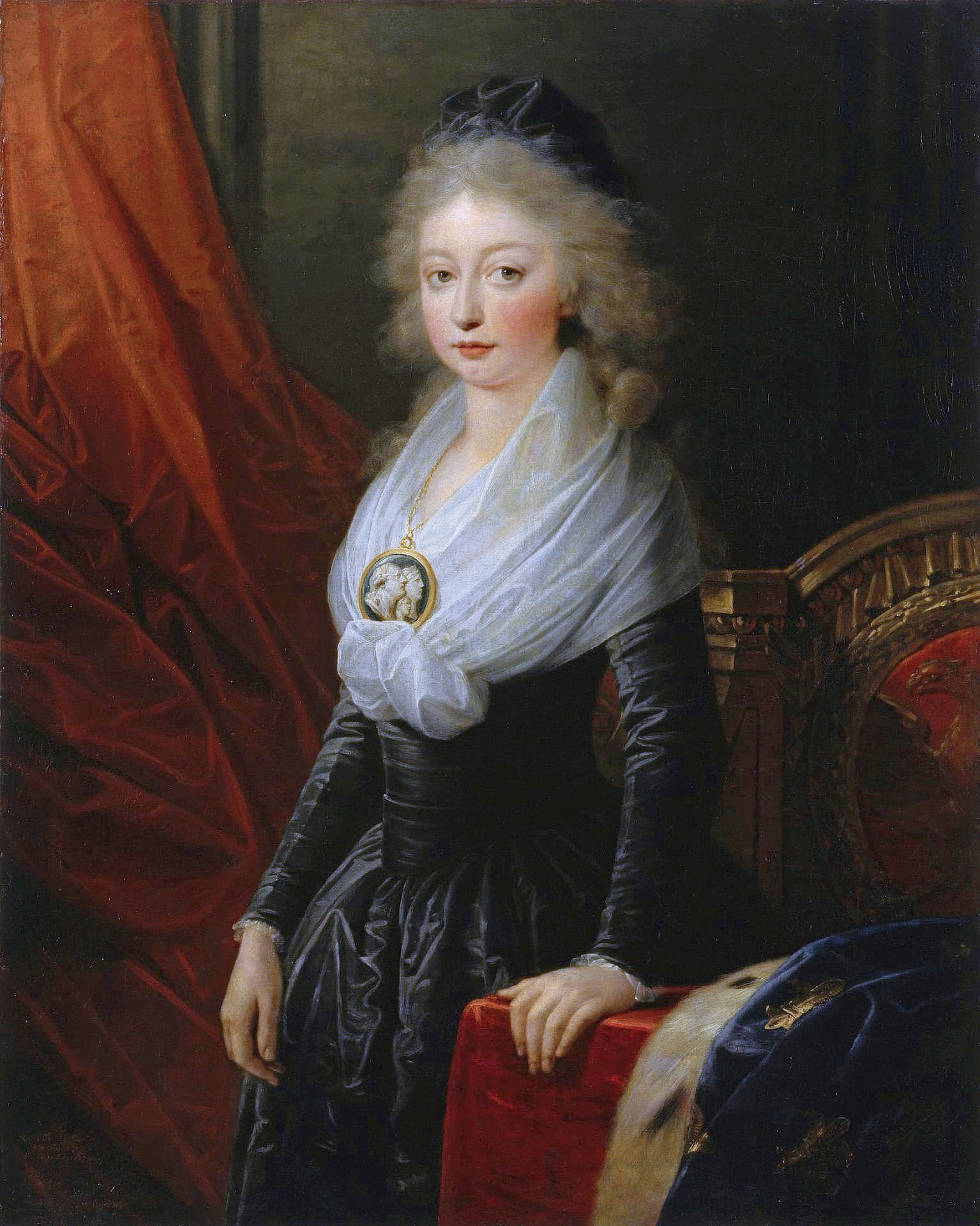
Mária Terézia Sarolta, a Madame Royale cím legismertebb birtokosa

A Madame Royale (francia kiejtése: [madam ʁwajal]; angol megfelelője a Princess Royal), Franciaországban az ancien régime idején kialakult titulus, amelyet a francia király legidősebb hajadon leánya viselhetett. A cím legismertebb birtokosa XVI. Lajos francia király és Marie Antoinette királyné legidősebb leánya, Mária Terézia Sarolta volt, aki családjából egyedüliként élte túl a francia forradalmat.
Hasonló volt a Monsieur megszólításhoz, amelyet a király második fia viselt: IV. Henrik francia király második fia, Gaston orléans-i herceg kapta ezt a titulust, míg legidősebb leánya, Erzsébet, a Madame Royale néven volt ismeretes IV. Fülöp spanyol királlyal való házasságáig. Házasságát követően idősebb húga, Krisztina Mária viselte a címet egészen I. Viktor Amadé savoyai herceggel kötött frigyéig. IV. Henrik király legifjabb leánya, Henrietta Mária angol királyné meghonosította ezt a titulust Angliában, ahol a mai napig viseli az uralkodó legidősebb leánya a Princess Royal címet.

## Személyek
A Madame Royale címet viselő személyek:
- Erzsébet királyi hercegnő (1604–1644), IV. Henrik francia király és Medici Mária királyné legidősebb leánya. 1615-ig, IV. Fülöp spanyol királlyal kötött házasságáig viselte a címet.
- Krisztina Mária királyi hercegnő (1606–1663), I. Viktor Amadé savoyai herceg felesége, IV. Henrik király második legidősebb leánya, Erzsébet hercegnő húga, aki nővére 1615-ös házasságát követően vette fel a címet és viselte egészen saját, 1619-es frigyéig.
- Mária Terézia királyi hercegnő (1667–1672), XIV. Lajos francia király és Ausztriai Mária Terézia királyné egyetlen csecsemőkort túlélt leánya, aki 1667-es születésével nyerte el a címet, amit 1672-ig, öt éves korában történt haláláig viselt.
- Mária Lujza Erzsébet királyi hercegnő (1727–1759), XV. Lajos francia király és Leszczyńska Mária királyné legidősebb leánya. 1739-ig, I. Fülöp parmai herceggel kötött házasságáig viselte a titulust, ám megszólítása Madame Première volt, hogy megkülönböztessék ikerhúgától, Anna Henrietta hercegnőtől, akit pedig Madame Seconde néven emlegettek.
- Mária Terézia királyi hercegnő (1746–1748), XV. Lajos király unokája, Lajos dauphin és Mária Terézia infánsnő egyetlen leánya. Édesanyja három nappal születését követően gyermekágyi lázban meghalt, majd huszonegy hónapos korában a kis hercegnő is elhunyt.
- Mária Terézia Sarolta királyi hercegnő (1778–1851), XVI. Lajos francia király és Marie Antoinette királyné legidősebb leánya. Unokatestvére, Louis Antoine d’Artois felesége lett, aki mellett előbb Angoulême hercegnéje majd Marnes grófnéja néven lett ismeretes.

## Forrás
- Hatton, Ragnhild. Luis XIV. Ed. Salvat, Barcelona, 1985.
- Walter, Gerard. María Antonieta. Ed. Grijalbo, Barcelona, 1965.